# Lockheed Martin X-59 QueSST
Dimensions
Le Lockheed Martin X-59 QueSST (en anglais : Quiet Supersonic Transport) est un avion supersonique expérimental américain en cours de développement aux Skunk Works de Lockheed Martin pour le programme Low-Boom Flight Demonstrator de la NASA. Le but de cet avion est de mener des expériences afin de réduire le bruit du bang supersonique.
L'objectif est de mettre à l'épreuve les technologies visant à réduire le bruit et de collecter des données auprès des populations des villes survolées. Les promoteurs du projet espèrent que lorsque ces résultats seront récoltés, de nouvelles lois concernant l'aviation civile supersonique seront promulguées afin de permettre le développement d'avions civils cargo et passagers supersoniques,,.

## Historique

### Contexte
La conception préliminaire du X-59 commence en février 2016. La construction commence en 2020, l'avion devant être livré à la fin de 2021 pour des tests en vol. Le 3 avril 2018 les Skunk Works sont sélectionnés pour la conception, la construction et les tests en vol du X-59. En novembre de la même année, la construction commence à l'industrie de Palmdale. En juin 2019, Lockheed révèle des résultats d'étude et concepts pour un avion de ligne supersonique silencieux. L'avion devrait faire son premier vol, initialement prévu en 2021,, fin 2023, et devrait commencer les expériences en 2023,. 
Début novembre 2024 a lieu le premier test d'allumage des moteurs au sol. Les essais en vol sont repoussés en 2025. En décembre 2024 a lieu les essais au sol du moteur F414-GE-100 à pleine puissance avec la postcombustion. Le premier vol devrait avoir lieu au printemps 2025.
Une fois en service, l'avion fera une série de vols ; principalement pour démontrer que la technologie du bang silencieux fonctionne comme prévu. Il volera, ensuite, au-dessus de plusieurs villes américaines pour mesurer la réaction de la population au sol au bruit diminué créé par le passage de l'avion.

### Conception
L'avion utilise des méthodes de fabrication modernes telles que les robots industriels (le robot COBRA utilisé pour ce travail est multitâche et a une très grande précision), les projections optiques, la conception assistée par ordinateur et autres.
Un simulateur a été développé permettant d'estimer l'intensité et la position du bang supersonique au sol. 
La NASA réutilise des pièces d'avions retirés du service stockés au 309th Aerospace Maintenance and Regeneration Group, notamment « le train d'atterrissage d'un chasseur F-16 de l'Air Force, un auvent de cockpit d'un avion d'entraînement T-38 de la NASA, une partie du système de propulsion d'un avion-espion Lockheed U-2 et un manche de contrôle d'un chasseur furtif F-117. ».
General Electric a livré deux moteurs à la NASA pour inspection : un pour servir de moteur principal, l'autre pour servir de rechange en cas de besoin. Les moteurs qui ont été livrés sont des F414-GE-100, une version modifiée spécialement pour le X-59 des F414.
La dérive, montée au dessus du moteur, est faite d'un alliage d'aluminium. Sa couleur vert clair (avant la peinture) est due à son revêtement qui la protège de la chaleur.

## Éléments réduisant le bang supersonique

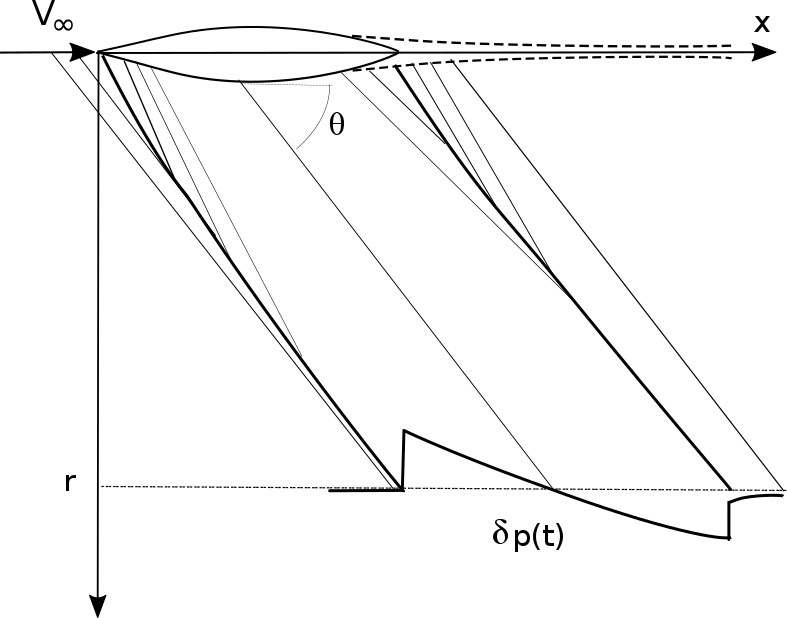
Principe de formation de l'onde en N.

Le phénomène de bang supersonique peut être comparé à l'apparition de la vague d'étrave d'un navire. Tant que le navire navigue plus lentement que la vitesse de propagation des vagues (régime subsonique d'un avion), la vague d'étrave n'apparait pas. S'il dépasse cette vitesse, une vague de proue se créée sur l'étrave fendant l'eau et, à l'arrière, une vague de poupe, correspondant à un creux, se forme corrélativement. Un avion dépassant la vitesse du son produit des ondes du même type, les ondes en N. 
La forme du X-59 adapte la répartition du volume et de la portance afin de séparer la compression à l'avant de la détente à l'arrière, associées au vol supersonique. La « pulsation » qui en résulte est considérablement plus silencieuse que le boom d'ondes en N généré par les avions supersoniques classiques.
La longueur de l’avion fait 30 mètres, le nez en représente un tiers. L'envergure atteint 9 mètres. Du fait de son cockpit très reculé et bas dans le fuselage, l'avion dispose d'un système de caméra (eXternal Vision System) qui offre au pilote une meilleure vision vers l'avant et le bas de l'appareil.
Le turboréacteur est installé sur le dessus, permettant ainsi de disposer d’un bas de cellule parfaitement lisse. En effet, les points convexes ou courbes, au bord d'attaque de l'aile et surtout à l'entrée des moteurs, forcent l'air à effectuer un virage, ce qui génère des ondes de choc. Celles-ci ont une vitesse un peu différente des ondes des deux ondes de choc principales : à une certaine distance derrière l'avion, elles rejoignent une onde de choc principale et s'ajoutent à elle, créant ainsi une forme d'onde N encore plus marquée.

## Caractéristiques
Ce démonstrateur devrait voler à Mach 1,42 (1 510 km/h) et à 55 000 pieds (16 800 m), créant un bang supersonique réduit de 75 décibels de niveau perçu pour évaluer l'acceptabilité du transport supersonique aux États-Unis[réf. souhaitée].
Il est construit par la division Skunk Works sur le site 10 de l'Air Force Plant 42 de Palmdale, en Californie[réf. souhaitée].